# 생음대로
생음대로(Saengeum-daero)는 충청북도 음성군 원남면 음성교와 생극면 생극 교차로를 잇는 충청북도의 도로이다.

## 주요 경유지
충청북도
- 음성군 (원남면 . 음성읍 . 금왕읍 . 생극면)

## 노선
전 구간 국도 제37호선에 속하므로 이 노선에 대한 별도 표기는 생략한다.
| 이름                        | 접속 노선                        | 소재지          | 소재지          | 비고                 |
| 상경북로와 직결             | 상경북로와 직결                  | 상경북로와 직결 | 상경북로와 직결 | 상경북로와 직결      |
| --------------------------- | -------------------------------- | --------------- | --------------- | -------------------- |
| 음성교                      |                                  | 음성군          | 원남면          |                      |
| 음성 교차로 (음성IC교)      | 국도 제36호선 (충청대로)         | 음성군          | 원남면          |                      |
| 신천 교차로 (신천IC교)      | 지방도 제516호선 (덕생로)        | 음성군          | 음성읍          |                      |
| 소여교                      |                                  | 음성군          | 음성읍          |                      |
| 소여 교차로                 | 음성로                           | 음성군          | 음성읍          |                      |
| 사정 교차로                 | 사정길                           | 음성군          | 음성읍          |                      |
| 음성 나들목 (음성IC 교차로) | 40호선 평택제천고속도로          | 음성군          | 음성읍          |                      |
| 육령교                      |                                  | 음성군          | 금왕읍          |                      |
| 무극 교차로                 | 국가지원지방도 제82호선 (대금로) | 음성군          | 금왕읍          |                      |
| 정생 교차로 (정생IC교)      | 국도 제21호선 (진성로)           | 음성군          | 금왕읍          | 국도 제21호선과 중복 |
| 도신 교차로                 | 생삼로                           | 음성군          | 생극면          | 국도 제21호선과 중복 |
| 병암 교차로                 | 지방도 제306호선 (음성로)        | 음성군          | 생극면          | 국도 제21호선과 중복 |
| 병암교                      |                                  | 음성군          | 생극면          | 국도 제21호선과 중복 |
| 생극사거리                  | 오신로                           | 음성군          | 생극면          | 국도 제21호선과 중복 |
| 생극 교차로                 | 국도 제3호선 (중원대로)          | 음성군          | 생극면          | 국도 제21호선과 중복 |

## 주요 건물 및 시설
- SK에너지환영셀프주유소 (생음대로 324/신천리 666-8)
- CUSK환영주유소 (생음대로 324/신천리 666-8)
- S-OIL음성IC주유소 (생음대로 564/소여리 823)
- GS칼텍스감우재주유소 (생음대로 590/소여리 905-1)